# 好間町大利
好間町大利（よしままち おおり）は、福島県いわき市の大字である。郵便番号は970-1147。

## 地理
いわき市中部の好間地区に属する。北で平赤井、東で好間町北好間、南で好間町榊小屋、内郷高野町、西で三和町合戸とそれぞれ隣接する。概ね町村制施行以前の磐前郡大利村の流れを汲む地域である。二級水系夏井川水系好間川中流部と左岸支流の大利前川流域を主な範囲とする。南側の河川合流部周辺の平地に水田や集落が広がるほかは山林が占める。内郷御厩町内に所在するいわき中央警察署及び内郷高坂町に所在する内郷消防署がそれぞれ管轄にあたる。

### 主な字
字
- 桃実
- 小川崎
- 篠登城
- 西田

- 戸作田
- 向山
- 仲田
- 道内

- 大利前
- 井田木
- 成沢
- 表山

### 山岳
- 閼伽井嶽

### 河川
二級水系夏井川水系
- 好間川

## 歴史
- 1879年1月27日 - 湯長谷藩領大利村が福島県内における郡区町村制の施行により磐前郡の村となる[4]。
- 1889年4月1日 - 町村制の施行により大利村が榊小屋村、高野村と合併し、箕輪村が発足する。旧榊小屋村域は箕輪村の大字となる。[4]。
- 1896年4月1日 - 磐前郡と周辺郡との合併により石城郡が発足し、石城郡箕輪村となる[4]。
- 1955年2月11日 - 箕輪村のうち大字榊小屋、大利が好間村に編入され、好間村の大字となる[4]。
- 1966年10月1日 - 好間村が平市・磐城市・常磐市・勿来市・内郷市、石城郡遠野町・四倉町・小川町・川前村・田人村・三和村、双葉郡久之浜町・大久村と合併しいわき市となり、いわき市好間地区の大字となる[4]。

## 世帯数と人口
2023年10月31日現在の世帯数と人口は以下の通りである。
| 大字       | 世帯数  | 人口  |
| ---------- | ------- | ----- |
| 好間町大利 | 165世帯 | 410人 |

## 小・中学校の学区
市立小・中学校に通う場合、学区は以下の通りとなる。
| 番地           | 小学校                   | 中学校                   |
| -------------- | ------------------------ | ------------------------ |
| 桃実           | いわき市立好間第四小学校 | いわき市立内郷第三中学校 |
| 上記を除く全域 | いわき市立好間第四小学校 | いわき市立好間中学校     |

## 交通

### 道路
- 磐越自動車道
- 国道49号
- 福島県道66号小名浜小野線

## 施設
- いわき市立好間第四小学校
- 大利集会所
- 大利簡易郵便局
- モトスポーツランドしどき
- オール日本自動車 いわき支店
- 一之矢神社
- 稲荷神社